# Раду X Щербан
Раду X Щербан (на румънски: Radu Х Șerban) е господар на Влашко в началото на XVII век. Управлява между 1602 – 1610 и повторно за няколко месеца през 1611 г. Внук на Теодосий I и виден представител на фамилията Крайовеску.

## Живот
През 1601 г., след смъртта на влашкия владетел Михай Витязул, за властта във Влашко започват борба две болярски групи, подкрепяни съответно от Османската империя и Свещената Римска империя.
През октомври 1600 г. полското протеже Симеон Могила успява да се добере до княжеския трон, обаче през септември 1601 г. е свален от османското протеже Раду IX Михня. През март 1602 г. Симеон Могила се връща на власт, обаче Хабсбургите застават зад кандидатурата на пахарника и крупен влашки болярин Раду Щербан, който държи повече от седемдесет села и паланки. Първоначално австрийският претендент Раду Щербан е победен от Симеон Могила в битката при Търговище и бяга в Трансилвания. През ноември 1601 г. Раду Щербан полага клетва за вярност към германския император Рудолф II. Хабсбургите обещават военна помощ на Щербан в борбата за влашкия престол.
През юли 1602 г. Раду Щербан се връща във Влахия и надделява над противника си Симеон Могила, ставайки фактически владетел на княжеството. Въпреки това, османците не признават Раду Щербан за господар на Влашко, тъй като поддържат кандидатурата на Раду Михня. Раду Щербан прави няколко военни кампании на юг от река Дунав и разбива армия водена от кримския хан. През 1603 г., по призив на Хабсбургите, Раду Щербан участва във военната кампания срещу трансилванския княз Мозес Секели, който загива в първата битка при Брашов.
В края на 1604 г. – началото на 1605 г. Раду Щербан се оттегля от съюза си с Хабсбургите и се признава за васал на Османската империя. Установен е размера на хараджа – 32 хиляди дуката. Щербан сключва и мирни споразумения с трансилванските князе Ищван Бочкай (1605), Сигизмунд Ракоци (1607) и Габриел Батори (1609). След това възстановява и добрите си отношения с Хабсбургите, като подобрява и връзките с молдовския владетел Константин Могила.
През декември 1610 г. трансилванският принцепс Габриел Батори предприема военна кампания срещу Влахия и окупира княжеството. Влашкият владетел Раду Щербан бяга в Молдова. Габриел Батори се е обявява за владетел на Влахия. През март 1611 г. османският султан Ахмед I организира военна кампания срещу Влахия и поставя своето протеже Раду Михня за неин господар. През юли на същата 1611 г. Раду Щербан се връща във Влашко, сваля османското протеже Раду Михня от власт, и възстановява господарската си власт в княжеството, след което се обръща срещу трансилванския принцепс Габриел Батори и го побеждава във втората битка при Брашов. През септември 1611 г., с подкрепата на османската армия, Раду Михня си връща властта във Влахия, а Раду Щербан се вижда принуден да бяга чак в Жечпосполита, след което се установява в Свещената Римска империя.
Раду Щербан е погребан в катедралата Свети Стефан във Виена по лично разпореждане на император Фердинанд II. Тленните му останки са пренесени в манастира Комана до родното Гюргево. По време на управлението на Раду Щербан е изграден от съпругата на Михай Витязул /Сияна/ манастирът Черница.

## Деца
Раду Щербан има три деца:
1. Анцуча, женена за Николай I Петрешку
2. Константин I Щербан Басараб, незаконен син и господар на Влахия – умира в Жечпосполита (1682)
3. Елина Кантакузино, омъжена за Константин Кантакузино, чиято дъщеря Станка е майка на Константин Бранковяну